# Minnesota State Route 23
Minnesota State Route 23 ist ein von  Nordosten nach Südwesten streichender Highway im US-Bundesstaat Minnesota.  Mit einer Länge von 627 km ist die Straße die zweitlängste State Route in Minnesota. Die Meilensteine zählen vom östlichen Ende westwärts.
Die Straße verbindet indirekt Duluth am Oberen See über St. Cloud, Willmar und Marshall mit Sioux Falls in South Dakota.
Die Strecke bildet mit den in Minnesota gemeinsam verlaufenden Fernstraßen  U.S. Highway 52 und Interstate 94 ein großes X. Dabei verlaufen I-94/US-52 diagonal von Nordwesten nach Südosten und verbinden Fargo in North Dakota mit Minneapolis-St. Paul und dem Nordwesten von Iowa. Die Fernstraßen kreuzen sich in St. Cloud.

## Streckenverlauf
Teilabschnitte wurden zu vierspurigen Schnellstraßen erweitert, darunter ein 14 km langer Abschnitt bei Marshall und die Abschnitte zwischen Willmar und New London sowie zwischen Richmond und Waite Park (Saint Cloud). In der Umgebung von Willmar verläuft Route 23 gemeinsam mit U.S. Highway 71.
Die State Route führt durch die folgenden Countys:
| - Rock County - Pipestone County - Lincoln County - Lyon County - Yellow Medicine County | - Chippewa County - Renville County - Kandiyohi County - Stearns County - Benton County | - Mille Lacs County - Kanabec County - Pine County - Carlton County - St. Louis County |

State Route 23 kreuzt den Minnesota River in Granite Falls und den Mississippi River an der DeSoto Bridge in St. Cloud.
In St. Cloud trägt die State Route den Namen Division Street und in Duluth trägt die Straße die Namen Grand Avenue und Commonwealth Avenue .

### Parks und Monumente
An der Straße liegen die folgenden Parks und Monumente:
- Split Rock Creek State Park im Pipestone County
- Pipestone National Monument.
- Camden State Park im Lyon County am Redwood River.
- Banning State Park im Pine County am Kettle River.

### Evergreen Memorial Scenic Drive
80 Kilometer der State Route im Pine County, im Carlton County und St. Louis County ist offiziell als Veterans Evergreen Memorial Scenic Drive. Es handelt sich um die Teilstrecke zwischen der Interstate 35 bei Askov und dem Stadtteil Gary-New Duluth. Dieser Abschnitt erlaubt Blicke auf den Banning State Park, das Tal des Saint Louis River und den nahen Jay Cooke State Park.

### Wisconsin
Die Minnesota State Route 23 stellt den in den Vereinigten Staaten seltenen Fall dar, in dem eine State Route über das Gebiet eines anderen Bundesstaates führt. Am Südrand von Duluth überquert die Strecke den Saint Louis River und verläuft einige hundert Meter lang in Wisconsin. Auf manchen Karten ist dieser Abschnitt als „WISC-23“ bezeichnet, obwohl im Süden Wisconsins eine Wisconsin State Route 23 existiert. Vor Ort gibt es keine Beschilderung, die darauf hinweist, das die Bundesstaatsgrenzen überquert werden.

### Siedlungen am Streckenverlauf
| - Booge - Jasper - Ihlen - Pipestone - Holland - Ruthton - Florence - Russell - Lynd | - Marshall - Green Valley - Cottonwood - Hanley Falls - Granite Falls - Maynard - Clara City - Raymond - Willmar | - Spicer - New London - Paynesville - Roscoe - Richmond - Cold Spring - Rockville - Waite Park - St. Cloud | - Foley - Ronneby - Foreston - Milaca - Bock - Ogilvie - Mora - Quamba - Brook Park | - Hinckley - Sandstone - Askov - Bruno - Kerrick - Duquette - Nickerson - Holyoke - Duluth |

## Geschichte
Der Highway wurde 1920 zwischen Hinckley und Marshall eingerichtet, der Rest der Strecke wurde 1933 gewidmet.
Verschiedene Abschnitte der Strecke wurden von den 1930er bis in die 1950er Jahre mit einer festen Fahrbahndecke versehen, auf ihrer vollen Länge wurde dies 1961 erreicht.
Der Abschnitt vom heutigen südwestlichen Ende bis nach Marshall war bis 1940 als Minnesota Highway 39 ausgewiesen und der heutige Streckenverlauf zwischen Marshall und Willmar war damals Minnesota Highway 17. Bis zu diesem Zeitpunkt führt der ursprüngliche Streckenverlauf von New London westlich weiter nach Benson. Dieser wurde dann zum Minnesota Highway 17 und ist seit den 1960er Jahren Bestandteil der Minnesota State Route 9.
State Route 23 verlief ursprünglich durch Sandstone bis westlich von Askov. Dieser Streckenabschnitt wurde 1946 zur Minnesota State Route 123 umgewidmet.
Nach der Fertigstellung von Interstate 35 führte der Bundesstaat die State Route 23 zwischen Hinckley und Sandstone gemeinsam mit I-35.
Von 1934 bis 1963 war die Kreuzung mit dem damaligen U.S. Highway 61 und U.S. Highway 2 in West Duluth der nordöstliche Endpunkt der State Route 23. Zwischen 1963 und 1997 führt die State Route 23 weiter bis nach Duluth, wo der Endpunkt der Strecke an der State Route 61 an der 60th Avenue East lag. 1997 wurde der offizielle Endpunkt des Highways an die Kreuzung mit der Interstate 35 an der Grand Avenue in Duluth verlegt.
Die vierspurige Umgehung von Willmar im Zuge von Highway 23 (in diesem Abschnitt mit Highway 71 vereinigt) wurde erstmals in den 1960er Jahren geplant.  Eine Finanzkrise zu Beginn der 1980er Jahre verzögerte den Ausbau. Die Umgehung wurde zunächst nur zweispurig gebaut und 1985 in Betrieb genommen. Die nordwärts führende Richtungsfahrbahn wurde erst 2001 fertiggestellt.
Die autobahnähnlichen Abschnitte von Spicer nach New London und von Richmond nach Waite Park (St. Cloud) wurden 2005 freigegeben.
Die Brücke über den Mississippi River in St. Cloud wurde nach dem Einsturz der Interstate-35W-Mississippi-River-Brücke abgerissen und wird neugebaut, nachdem an dem Bauwerk ähnliche Mängel gefunden wurden, die zum Brückeneinsturz in Minneapolis geführt haben. Der Neubau wird Ende 2008 oder Anfang 2009 fertig.
2009 wird die vierspurige Umgehung von Paynesville gebaut.